# پرنده سفید در یک کولاک
پرنده سفید در یک کولاک (به انگلیسی: White Bird in a Blizzard) یک فیلم هنری، مهیج و درام محصول سال ۲۰۱۴ کشور آمریکا و فرانسه می‌باشد.

## بازیگران
- شیلین وودلی در نقش کاترینا «کت» کانرز
- ایوا اکرز در نقش کت کانرز ۸ ساله
- اوا گرین در نقش ایو کانرز
- کریستوفر ملونی در نقش بروک کانرز
- شایلو فرناندز در نقش فیل
- گابوری سیدیب در نقش بث
- توماس جین در نقش کاراگاه اسکیزیسکیز
- آنجلا باست در نقش دکتر تالر
- دیل دیکی خانم هیلمن
- شریل لی در نقش می
- مارک ایندلیکاتو در نقش میکی
- جیکوب آرتیست در نقش اولیور